# Leuronota leguminicola
Leuronota leguminicola är en insektsart som beskrevs av Crawford 1925. Leuronota leguminicola ingår i släktet Leuronota och familjen spetsbladloppor. Inga underarter finns listade i Catalogue of Life.